# خیمکی
شهر خیمکی (به روسی: Химки) در کشور روسیه و در اوبلاست مسکو واقع شده‌است.